# Ягупов Василь Васильович
Василь Васильович Ягупов (6 лютого 1957) — доктор педагогічних наук, професор Відмінник освіти України (2003), Заслужений працівник освіти України (2005).

## Біографія
Народився 6 лютого 1957 року в с. Норваш-Шігалі Батирєвського району (Чувашія, РФ).
- 09.1975-07.1979 рр. — курсант Свердловського вищого військово-політичного танково-артилерійського училища; отримав спеціальність «Військово-політична, танкова».
- 09.1979-06.1987 рр. — служба у Збройних силах на різних посадах.
- 06.1987–09.1990-06.1991 рр. — слухач Військово-політичної академії імені В. І. Леніна (м. Москва). Отримав спеціальність викладача військової педагогіки і психології.
- 06.1991-09.1993 рр. — викладач кафедри Київського військового інституту управління та зв'язку (м. Київ)
- 09.1993-08.1997 рр. — старший викладач кафедри Київського військового інституту управління та зв'язку (м. Київ).
- 08.1997-04.1998 рр. — доцент кафедри Київського військового інституту управління та зв'язку (м. Київ).
- 04.1998-07.2003 рр. — начальник кафедри Військового інституту Київського національного університету імені Тараса Шевченка (м. Київ).
- 07.2003-06.2006 рр. — начальник Науково-методичного центру військової освіти Міністерства оборони України (м. Київ).
- 09.2006-12.2010 рр. — заступник начальника Воєнно-дипломатичної академії з наукової роботи 20.12.2010 р. звільнився у запас з лав Збройних сил України наказом Міністра оборони України за ст. 26 ч. 6 пункт «б» (за станом здоров'я) з правом носіння військової форми одягу.
- 02.2011-09.2011 рр. — професор спеціальної кафедри № 1 Воєнно-дипломатичної академії.
- 09.2011 — 2015рр. — провідний науковий співробітник лабораторії дистанційного професійного навчання Інституту ПТО України.

У 1995 році захистив дисертацію на здобуття наукового ступеня кандидата педагогічних наук у спеціалізованій вченій раді у Київському національному університеті імені Тараса Шевченка. Тема дисертації «Процес і технології військово- педагогічних досліджень в Республіці Польща», шифр спеціальності 13.00.01 — історія і теорія педагогіки (науковий керівник — доктор педагогічних наук, професор, член кореспондент АПН України Коваль Л. Г.).
У 1996 році отримав вчене звання доцента кафедри права, соціології та психології.
У 2003 року захистив докторську дисертацію з педагогічних наук у спеціалізованій вченій раді в Інституті психології та педагогіки професійної освіти АПН України. Проблема докторської дисертації — загальнодидактичні основи навчання військовослужбовців строкової служби, шифр спеціальності 13.00.04 — теорія і методика професійної освіти (науковий консультатнт — доктор педагогічних наук, професор, дійсний член НАПН України Гончаренко С. У.).
У 2005 році отримав вчене звання професора за спеціальністю 13.00.04 — теорія і методика професійної освіти.
Коло наукових інтересів: професійна педагогіка і психологія; загальна та професійна дидактика; військова психологія; інформаційно-аналітична діяльність; суб'єктно-діяльнісний і компетентнісний підходи.

## Основні наукові праці
Загальна кількість праць — понад 300, у тому числі:
- монографії — 3;
- підручники — 1 (з грифом МОН України);
- навчальні посібники — 13 (з них 8 з грифом МОН України);
- навчально-методичні, методичні та інші посібники та рекомендації — 23;
- статті у вітчизняних наукових виданнях — 160;
- статті у зарубіжних наукових виданнях — 14;
- статті та тези у вітчизняних збірниках наукових конференцій — 60;
- статті та тези у зарубіжних збірниках наукових конференцій — 3 та ін.